# حارة بيت نوفل (صنعاء)
بيت نوفل هي إحدى حارات حي سدس احداق بمدينة الروضة شمال العاصمة اليمنية "صنعاء"، بلغ تعداد سكانها 952 نسمة حسب تعداد اليمن لعام 2004.